# Sozione di Alessandria
Sozione di Alessandria (Alessandria d'Egitto, I secolo – ...) è stato un filosofo greco antico.

## Biografia
Fu un filosofo pitagorico, appartenente alla scuola dei Sextii, e accolse anche motivi etici di derivazione stoica. Visse a Roma all'epoca di Augusto e di Tiberio e fu tra i maestri di Seneca; viene da questi citato, a proposito del vegetarianismo di ispirazione pitagorica, nelle Lettere a Lucilio, 108, 20-21: